# Triebenstein
Der Triebenstein ist ein 1810 m ü. A. hoher Berg in den Niederen Tauern im österreichischen Bundesland Steiermark im Gemeindegebiet von Hohentauern.

## Lage und Landschaft
Der Gipfel liegt zwischen Tauernbach östlich, Triebenbach nördlich und Sunkbach (Talung Sunk) westlich. Südlich erstreckt sich die Passlandschaft des Triebener Tauern, die zu Tauern-, Sunk- und Pölstal sattelt. Damit bildet er einen allseitig verhältnismäßig freistehenden Stock.
Am Fuße des Triebensteins verläuft die Triebener Straße B 114 über den Tauern, direkt in Ort Hohentauern. Westlich liegt Bergbau, ein altes Magnesit- und Graphit-Abbaugebiet.
Während der Berg meist zu den nach der Alpenvereinseinteilung der Ostalpen (AVE) mit der Abgrenzung entlang der B 114 zu den Rottenmanner und Wölzer Tauern gerechnet wird, ziehen geowissenschaftlich orientiertere Gliederungen wie etwa die amtlich verwendete Landschaftsgliederung der Steiermark die Grenze geradliniger entlang dem Sunk (Pöls-Störung), und rechnen den Berg zu den Seckauer Tauern.

## Geologie
Geologisch ist der Berg im Unterschied zur großteils altkristallininen Gebirgszone der Wölzer und westlichen Rottenmanner und Seckauer Tauern ein Stock Triebensteinkalk der Veitscher Decke, das sind Meeressedimente aus dem Karbon (vor ca. 350–300 Mio. Jahren), die zum mittelostalpinen Deckgebirge respektive zur Grauwackenzone gehört.

## Zustiege
Hohentauern ist meist der Ausgangspunkt der leichten Bergwanderungen zum Gipfel. Von seinem Gipfel aus sieht man unter anderem die Stadtgemeinde Trieben, weite Teile der Ennstaler Alpen und die Rottenmanner Tauern mit dem markanten Großen Bösenstein.